# Série mondiale 1978
La Série mondiale 1978 est la 75e série finale des Ligues majeures de baseball. Elle débute le 10 octobre 1978 et se termine le 17 octobre suivant par une victoire, quatre parties à deux, des champions de la Ligue américaine, les Yankees de New York, sur les champions de la Ligue nationale, les Dodgers de Los Angeles.
La franchise des Yankees savoure un 22e titre en remportant un adversaire battu, également en 6 matchs, l'automne précédent en Série mondiale 1977. New York devient la première équipe à gagner une Série mondiale après avoir perdu les deux premiers matchs de la finale. Le joueur d'arrêt-court des Yankees Bucky Dent est nommé joueur par excellence de la Série mondiale.
C'est en 1978 la première fois que les deux mêmes clubs se font face deux années consécutives en Série mondiale depuis les duels de 1957 et 1958 entre les Yankees et les Braves de Milwaukee. La situation ne s'est pas répétée depuis. Yankees et Dodgers se rencontrent à nouveau en Série mondiale 1981, cette fois à l'avantage du club de Los Angeles. Le titre de 1978 est le dernier des Yankees avant 1996.

## Équipes en présence

### Yankees de New York
Pour la 3e année de suite, les Yankees terminent la saison régulière en tête de la division Est puis gagnent le championnat de la Ligue américaine derrière Ron Guidry, un gaucher gagnant du trophée Cy Young du meilleur lanceur de la ligue en 1978, qui établit le record de franchise pour les retraits sur des prises. Accusant un retard de 9 parties sur les Red Sox de Boston et le premier rang de la division le 13 août, les Yankees remontent la pente, dépassent les Sox le 13 septembre puis complètent les 162 matchs du calendrier régulier avec la même fiche que leurs rivaux : 99 victoires et 63 défaites. New York remporte ensuite 5-4 le match de bris d'égalité au Fenway Park de Boston pour hausser leur total à 100 victoires, le même qu'en 1977, et éliminer les Red Sox. Pour la 3e fois en 3 ans, les Yankees triomphent des Royals de Kansas City en Série de championnat de la Ligue américaine, cette fois trois matchs à un.

### Dodgers de Los Angeles
Avec 95 victoires, trois de moins que l'année précédente, pour 64 défaites, les Dodgers terminent au premier rang de la division Ouest de la Ligue nationale pour la 2e année de suite. Engagés dans une course au championnat à 3 clubs avec les Reds de Cincinnati et les Giants de San Francisco, ils s'emparent du premier rang vers la mi-août et terminent deux matchs et demi devant les Reds. À l'instar des Yankees, ils rencontrent le même adversaire que l'année d'avant en Série de championnat de la Ligue nationale, et ils défendent leur titre avec succès avec un triomphe de 3 matchs à un sur les Phillies de Philadelphie.

## Déroulement de la série

### Calendrier des rencontres
| Match | Date       | Visiteur               | Hôte                   | Score              |
| ----- | ---------- | ---------------------- | ---------------------- | ------------------ |
| 1     | 10 octobre | Yankees de New York    | Dodgers de Los Angeles | 5 - 11             |
| 2     | 11 octobre | Yankees de New York    | Dodgers de Los Angeles | 3 - 4              |
| 3     | 13 octobre | Dodgers de Los Angeles | Yankees de New York    | 1 - 5              |
| 4     | 14 octobre | Dodgers de Los Angeles | Yankees de New York    | 3 - 4 (10 manches) |
| 5     | 15 octobre | Dodgers de Los Angeles | Yankees de New York    | 2 - 12             |
| 6     | 17 octobre | Yankees de New York    | Dodgers de Los Angeles | 7 - 2              |

### Match 1
Mardi 10 octobre 1978 au Dodger Stadium, Los Angeles, Californie.
| Yankees de New York | 0 | 0 | 0 | 0 | 0 | 0 | 3 | 2 | 0 | 5  | 9  | 1 |
| Dodgers de Los Angeles | 0 | 3 | 0 | 3 | 1 | 0 | 3 | 1 | X | 11 | 15 | 2 |
| Lanceurs partants : NYY : Ed Figueroa LAD : Tommy John Vic. : Tommy John (1-0) Déf. : Ed Figueroa (0-1) HRs : NYY : Reggie Jackson (1) LAD : Dusty Baker (1), Davey Lopes (1, 2) |   |   |   |   |   |   |   |   |   |    |    |   |

### Match 2
Mercredi 11 octobre 1978 au Dodger Stadium, Los Angeles, Californie.
| Yankees de New York | 0 | 0 | 2 | 0 | 0 | 0 | 1 | 0 | 0 | 3 | 11 | 0 |
| Dodgers de Los Angeles | 0 | 0 | 0 | 1 | 0 | 3 | 0 | 0 | X | 4 | 7  | 0 |
| Lanceurs partants : NYY : Catfish Hunter LAD : Burt Hooton Vic. : Burt Hooton (1-0) Déf. : Catfish Hunter (0-1) Sauv. : Bob Welch (1) HRs: LAD : Ron Cey (1) |   |   |   |   |   |   |   |   |   |   |    |   |

### Match 3
Vendredi 13 octobre 1978 au Yankee Stadium, New York, NY.
| Dodgers de Los Angeles | 0 | 0 | 1 | 0 | 0 | 0 | 0 | 0 | 0 | 1 | 8  | 0 |
| Yankees de New York | 1 | 1 | 0 | 0 | 0 | 0 | 3 | 0 | X | 5 | 10 | 1 |
| Lanceurs partants : LAD : Don Sutton NYY : Ron Guidry Vic. : Ron Guidry (1-0) Déf. : Don Sutton (0-1) HRs: NYY : Roy White (1) |   |   |   |   |   |   |   |   |   |   |    |   |

### Match 4
Samedi 14 octobre 1978 au Yankee Stadium, New York, NY.
| Dodgers de Los Angeles | 0 | 0 | 0 | 0 | 3 | 0 | 0 | 0 | 0 | 0 | 3 | 6 | 1 |
| Yankees de New York | 0 | 0 | 0 | 0 | 0 | 2 | 0 | 1 | 0 | 1 | 4 | 9 | 0 |
| Lanceurs partants : LAD : Tommy John NYY : Ed Figueroa Vic. : Rich Gossage (1-0) Déf. : Bob Welch (0-1) HRs : LAD : Reggie Smith (en) (1) |   |   |   |   |   |   |   |   |   |   |   |   |   |

### Match 5
Dimanche 15 octobre 1978 au Yankee Stadium, New York, NY.
| Dodgers de Los Angeles                                                                                              | 1 | 0 | 1 | 0 | 0 | 0 | 0 | 0 | 0 | 2  | 9  | 3 |
| Yankees de New York                                                                                                 | 0 | 0 | 4 | 3 | 0 | 0 | 4 | 1 | X | 12 | 18 | 0 |
| Lanceurs partants : LAD : Burt Hooton NYY : Jim Beattie (en) Vic. : Jim Beattie (en) (1-0) Déf. : Burt Hooton (1-1) |   |   |   |   |   |   |   |   |   |    |    |   |

### Match 6
Mardi 17 octobre 1978 au Dodger Stadium, Los Angeles, Californie.
| Yankees de New York | 0 | 3 | 0 | 0 | 0 | 2 | 2 | 0 | 0 | 7 | 11 | 0 |
| Dodgers de Los Angeles | 1 | 0 | 1 | 0 | 0 | 0 | 0 | 0 | 0 | 2 | 7  | 1 |
| Lanceurs partants : NYY : Catfish Hunter LAD : Don Sutton Vic. : Catfish Hunter (1-1) Déf. : Don Sutton (0-2) HRs : NYY : Reggie Jackson (2) LAD : Davey Lopes (3) |   |   |   |   |   |   |   |   |   |   |    |   |